# Leptophis ahaetulla
Leptophis ahaetulla är en ormart som beskrevs av Carl von Linné 1758. Leptophis ahaetulla ingår i släktet Leptophis och familjen snokar.
Denna snok förekommer i Central- och Sydamerika från södra Mexiko till Peru, Bolivia och Brasilien. Den hittas även på några västindiska öar som Trinidad och Tobago. Förekomsten i El Salvador är osäker.
Arten blir upp till 2,25 meter lång och 35 till 40 % av längden utgörs av svansen. Leptophis ahaetulla är grön på ovansidan och fjällens kanter är svarta. På undersidan är fjällen ljusgröna. Denna snok har en svart tunga och en gul regnbågshinna.
Habitatet utgörs främst av fuktiga skogar i låglandet. Ibland hittas arten i fuktiga bergsskogar eller i galleriskogar i regioner som annars domineras av torra skogar.
Individerna är aktiva på dagen. De letar vanligen på träd och buskar efter sina byten. Arten äter främst grodor samt några ödlor, gräshoppor, unga fåglar och fågelägg. Leptophis ahaetulla lägger en till fem ägg åt gången. Ett näste hittades på en bromeliaväxt på ett träd 20 meter över marken. När ungarna kläcks är de cirka 24 cm långa.

## Underarter
Arten delas in i följande underarter:
- L. a. ahaetulla
- L. a. bocourti
- L. a. bolivianus
- L. a. chocoensis
- L. a. coeruleodorsus
- L. a. copei
- L. a. liocercus
- L. a. marginatus
- L. a. nigromarginatus
- L. a. occidentalis
- L. a. ortonii
- L. a. praestans